# Дакувака, Масивеси
Масивеси Дакувака (фидж. Masivesi Dakuwaqa; род. 14 февраля 1994, Нанди, Западный округ) — фиджийский регбист и игрок в регбилиг. В регбилиг выступает за австралийский клуб «Канберра Рэйдерс», в регби представлял сборную Фиджи по регби-7. Олимпийский чемпион 2016 года.

## Регбийная карьера
Уроженец Нанди, занимался регби-7 на окружном уровне. В детстве из-за инцидента ослеп на левый глаз, однако не ушёл из регби, продолжив выступления на любительском и профессиональном уровне.
Выступал за команду «Токатока Вестфилд Дрэгонс» из местечка Саунака, которая является базовым клубом для сборной. Под руководством Бена Райана в 2015 году вошёл в состав сборной по регби-7, которая выступала на этапе Мировой серии регби-7 в США.
К началу Олимпиады Дакувака провёл 5 игр и набрал 55 очков. На Олимпиаде очков он не набрал, но завоевал титул олимпийского чемпиона. С мая 2017 года он играет в регбилиг, числясь игроком австралийской команды «Канберра Рэйдерс».